# Рожнев, Николай Михайлович

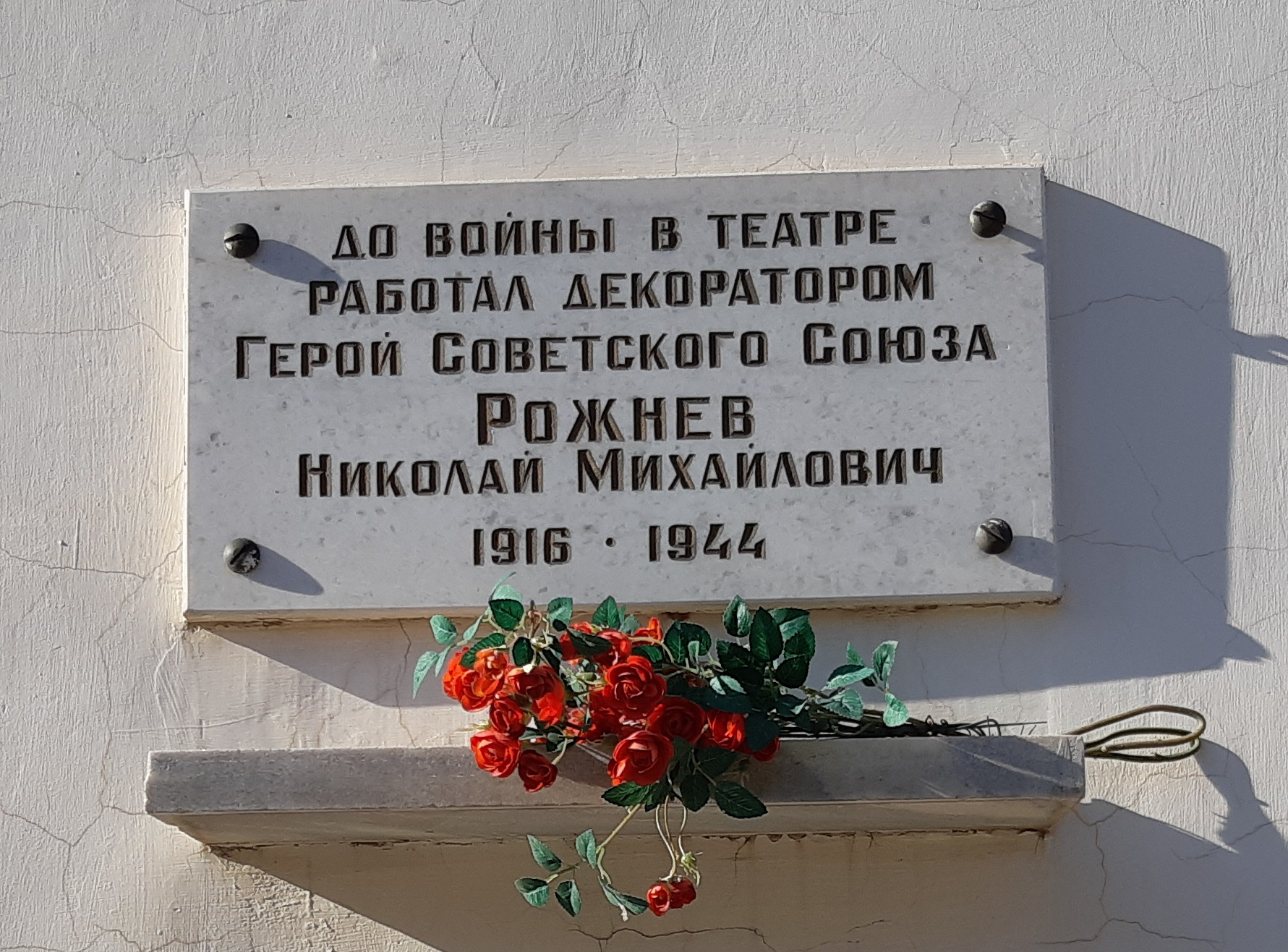
Памятная доска Герою Советского Союза Н. М. Рожневу. Киров, 2019.

Николай Михайлович Рожнев (17 декабря 1916, Вятка — 27 марта 1944, Бельцы) — сержант, командир отделения 859-го стрелкового полка, 294-й стрелковой дивизии, Герой Советского Союза.

## Биография
Родился в 1916 году в деревне Рожни (ныне — в административном подчинении Октябрьского района Кирова, муниципальное образование «Город Киров» Кировской области) в семье крестьянина. По национальности — русский. Получив начальное образование, работал столяром, декоратором в театре в Кирове. Проходил службу в Красной Армии в 1937—1940 годах. С 1941 года — призван на фронт на Великую Отечественную войну.

## Подвиг
Командир отделения 859-го стрелкового полка (294-я стрелковая дивизия, 52-я армия, 2-й Украинский фронт), кандидат в члены ВКП(б), сержант Рожнев во главе отделения одним из первых 18 марта 1944 года переправился через Днестр близ города Бельцы Молдавской ССР. Метким огнём бойцы подавляли огневые точки противника, обеспечивая переправу стрелковых подразделений.
20 марта 1944 года в бою за село Цариград Дрокиевского района Молдавской ССР Рожнев с бойцами проник в тыл противника, где захватил трёх пленных и 2 миномёта. В критический момент боя сержант открыл огонь из трофейного миномёта и вынудил гитлеровцев к отходу.
В бою Рожнев был тяжело ранен и умер 27 марта 1944 года. Похоронен в городе Бельцы.

## Награды
Звание Героя Советского Союза присвоено 13 сентября 1944 года посмертно. Награждён орденом Ленина, орденом Славы III степени.

## Память

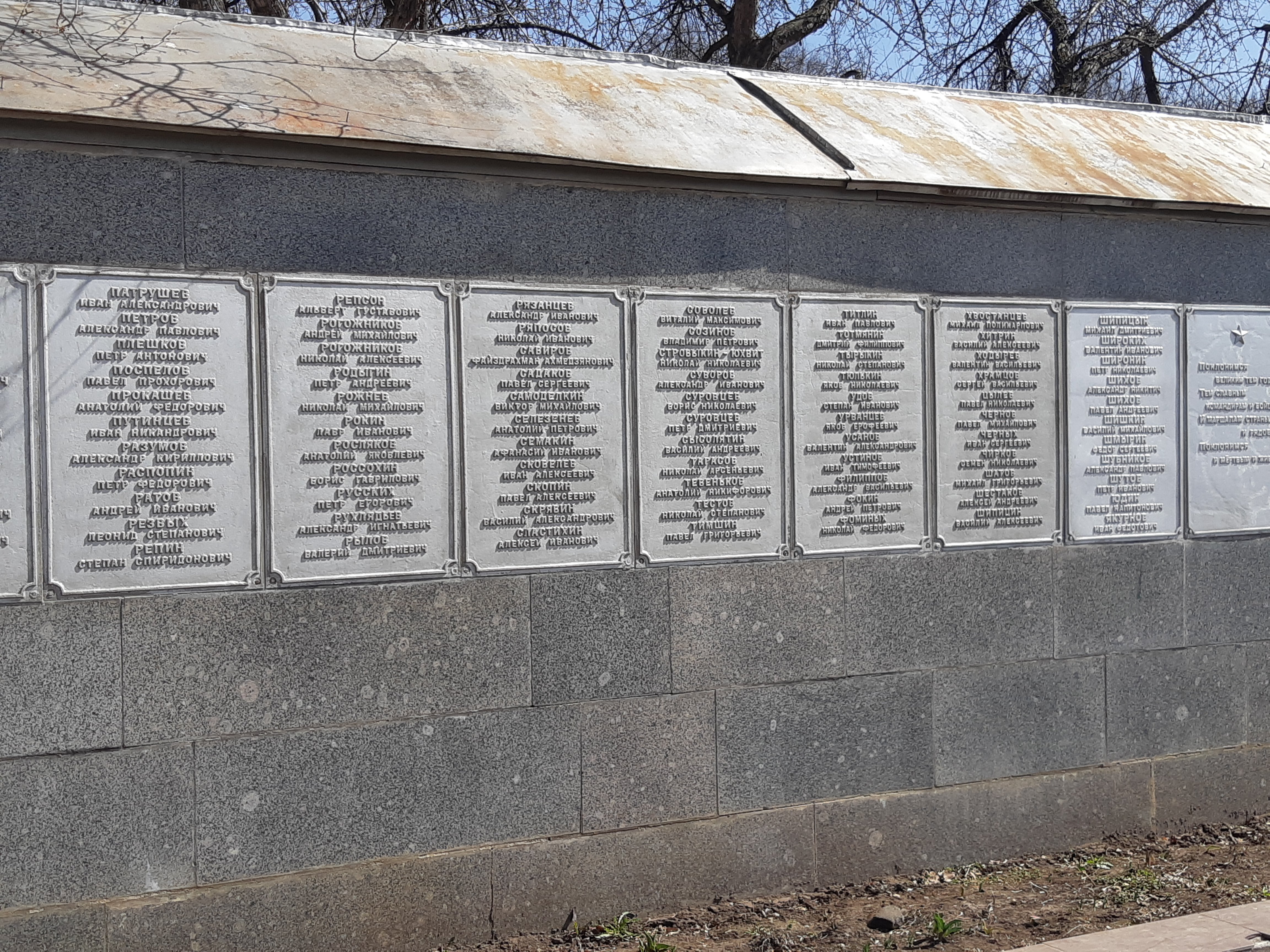
Мемориальный парк у Дворца пионеров. Киров. Вятские Герои Советского Союза (П—Я). Мемориальные доски. 2019 г.

- Имя Героя высечено золотыми буквами в зале Славы Центрального музея Великой Отечественной войны в Парке Победы города Москвы.
- В 2011 году именем Николая Рожнева названа улица в новом микрорайоне «Солнечный Берег» города Кирова.
- в Кирове в Мемориальном парке у Дворца пионеров установлена мемориальная доска Герою.